# Wachsfigurenkabinett
Ein Wachsfigurenkabinett ist eine Ausstellung, in der meist lebensgroße Figuren, modelliert aus Wachs, ausgestellt werden. Üblicherweise handelt es sich dabei um berühmte Persönlichkeiten aus Gegenwart und Geschichte. Oft sind die Figuren auch Teil von Szenerien.

## Geschichte

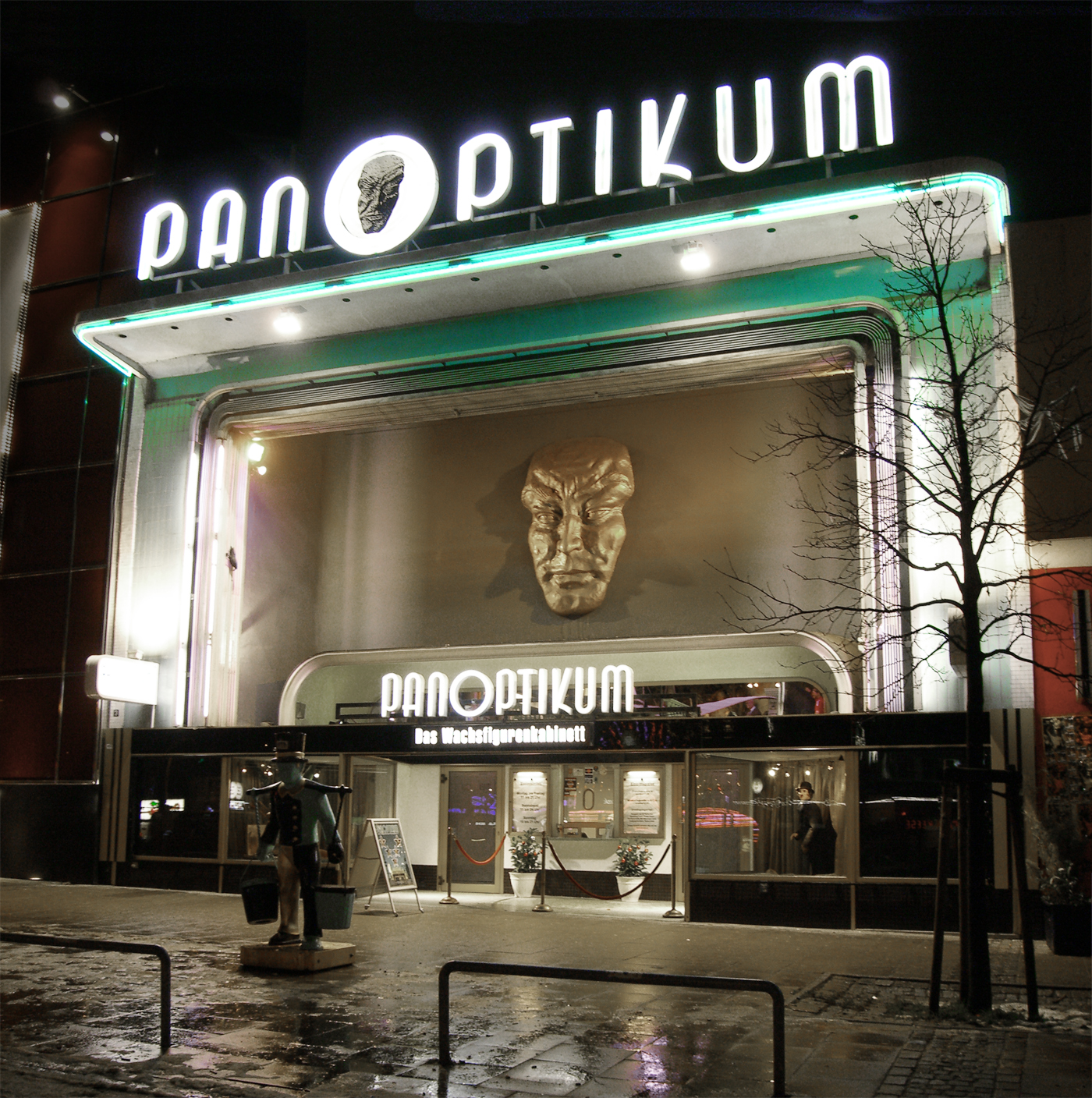
Panoptikum in Hamburg, das älteste Wachsfigurenkabinett Deutschlands

Im 19. Jahrhundert, bevor das Kino seinen Siegeszug antrat, gehörten Wachsfigurenkabinette zu den beliebten Unterhaltungsmöglichkeiten. Ebenso wie bei anderen Schaubuden der Zeit, gab es fest installierte Kabinette, ebenso wie auch sogenannte „Wanderkabinette“, die von Ort zu Ort zogen. Castans Panoptikum in Berlin war eines der bekannten deutschen Kabinette des ausgehenden 19. Jahrhunderts mit Ablegern in weiteren Städten. Das 1879 in Hamburg-St. Pauli gegründete Panoptikum ist in seiner Darstellungsform (auf kleinerer Fläche und wenig technischer Inszenierung) als auch durch seine Lage am Spielbudenplatz, der auf die früher hier aufgebauten Buden der Schausteller verweist, noch am ehesten mit diesen frühen Kabinetten vergleichbar. Es war nicht ungewöhnlich, dass ein Mitarbeiter der Ausstellung in Besucherführungen zu den dargestellten Prominenten und Szenen Erklärungen gab.
Manche Kabinette sind und waren auf besondere Themen spezialisiert, z. B. Gruselkabinette, die auf Jahrmärkten zu sehen waren. Nicht alle Wachsfigurenkabinette dienen der Unterhaltung. Manche werden auch z. B. zu wissenschaftlichen Zwecken verwendet. Ein berühmtes Kabinett medizinischer Art existiert seit mehr als 200 Jahren in Florenz.
Die Wachsfiguren sind sehr empfindlich, daher verwendet man teilweise robustere Materialien wie Silikongummi. Die Plastination erlaubt es heute sogar, organisches Gewebe dauerhaft zu konservieren und somit ausstellungsfähig zu machen, allerdings sind solche Ausstellungen von Leichen sehr umstritten.
Ein frühes Wachsfigurenkabinett besaß das Museum der Georg-August-Universität Göttingen, von dessen Besuch Goethe 1801 beeindruckt berichtete.

## Gegenwart
Kabinette, die im Zeitalter der modernen Hightech-Unterhaltung bestehen wollen, sind darauf angewiesen, sich an aktuellen Trends zu orientieren. Das wohl berühmteste Wachsfigurenkabinett weltweit ist heute Madame Tussauds in London. Madame Tussauds expandierte als Tussauds Group mit verschiedenen Ablegern in aller Welt und ist heute Teil der Merlin Entertainments Group eines weltweit agierenden Freizeitpark-Konzerns. Das Kabinett in London wurde immer wieder erweitert und technisch aufgerüstet, so geht es mit Londoner Taxis nachempfundenen Fahrgondeln durch die Ausstellung Spirit of London. Manche Neuerungen stoßen jedoch auf Kritik. So gab es 2004 erhebliche Streitigkeiten um die Darstellung der Heiligen Familie durch die Familie von David und Victoria Beckham bei Madame Tussauds, die von einigen christlichen Kreisen abgelehnt wird. Heftig kritisiert wurde auch die Aufstellung einer Adolf-Hitler-Wachsfigur bei Madame Tussaud in Berlin, bei der ein Besucher der Figur den Kopf abriss.

## In der Kultur
Wachsfiguren sind teilweise in Romanen und Filmen beliebte Objekte gewesen, da man mit der Ähnlichkeit zu realen Personen spielen kann. In „Der Mann mit dem goldenen Colt“ von 1974 etwa kommt eine Wachsfigur der Hauptfigur James Bond im Trainingsparcour eines Profikillers vor.
Die vielleicht bekannteste Filmdarstellung eines Wachsfigurenkabinetts stammt aus dem Jahr 1953. Im Horrorfilm „Das Kabinett des Professor Bondi“ spielt Vincent Price einen Figurenhersteller, der nach einem Unfall keine richtigen Figuren mehr machen kann, sondern menschliche Leichen mit Wachs überzieht.

## Bekannte Kabinette

### In Europa
- Madame Tussauds in London, Amsterdam, Berlin und Wien
- Museo de Cera in Madrid und Barcelona
- Musée Grévin in Paris und Prag
- National Wax Museum in Dublin
- Panoptikum in Hamburg und Mannheim
- Wachsfigurenkabinett Jagodina in Jagodina

nicht realisiert:
- Historyworld Vienna „Wiener Blut“, in Wien

### In Amerika
- Madame Tussauds in Los Angeles (Hollywood), Las Vegas, New York City und Washington, D.C.